# Kościół św. Brata Alberta w Żarnowskiej
Kościół św. Brata Alberta w Żarnowskiej – rzymskokatolicki kościół filialny we wsi Żarnowska, w powiecie lęborskim, w województwie pomorskim. Należy do parafii Wniebowzięcia Najświętszej Maryi Panny w Łebie.
Skromny kościół stoi na wzgórzu. Znajdują się w nim relikwie świętego Alberta Chmielowskiego. Corocznie w czerwcu odbywają się do Żarnowskiej pielgrzymki odpustowe z kościoła Wniebowzięcia Najświętszej Maryi Panny w Łebie. W czerwcu 2016, podczas takiej pielgrzymki, odsłonięto i poświęcono przy kościele figurę św. Huberta. Na granicy lasu, niedaleko od świątyni, znajdują się pozostałości poewangelickiego cmentarza.